# Distrito electoral federal 6 de Baja California
El VI Distrito Electoral Federal de Baja California es uno de los 300 Distritos electorales en los que se encuentra dividido el territorio de México y uno de los 8 que para la elección de diputados federales en que se divide el estado de Baja California. Su cabecera es la ciudad de Tijuana.
Desde 2005 por el proceso de redistritación realizado por el Instituto Federal Electoral, el territorio del Sexto Distrito de Baja California es el tercio más occidental de la ciudad de Tijuana, ocupando zonas como Playas de Tijuana.
El distrito VI de Baja California fue creado en 1977 como consecuencia de la Reforma Política aprobada ese año, anterior a ello Baja California tenía únicamente 3 distritos electorales, por lo que han sido electos diputados por el Distrito VI solo a partir de 1979 a la LI Legislatura.

## Distritaciones anteriores

### Distritación 1996 - 2005
En el periodo comprendido entre 1996 y 2005 el territorio de este distrito se encontraba exactamente en la misma zona, pero sus límites variaban.

## Diputados
| Diputado                        | Grupo parlamentario | Legislatura | Periodo     |
| ------------------------------- | ------------------- | ----------- | ----------- |
| Rafael García Vázquez           |                     | LI          | 1979 - 1982 |
| Leopoldo Durán Rentería         |                     | LII         | 1982 - 1985 |
| Jorge Salceda Vargas            |                     | LIII        | 1985 - 1988 |
| Mercedes Erdmann Baltazar       |                     | LIV         | 1988 - 1991 |
| Carlos Tomás Esparza            |                     | LV          | 1991 - 1994 |
| Jaime Martínez Veloz            |                     | LVI         | 1994 - 1997 |
| Jesús González Reyes            |                     | LVII        | 1997 - 1999 |
| Hydée García Acedo              | 1999 - 2000         | LVII        |             |
| César Alejandro Monraz Sustaita |                     | LVIII       | 2000 - 2003 |
| Manuel González Reyes           |                     | LIX         | 2003 - 2006 |
| Luis Rodolfo Enríquez Martínez  |                     | LX          | 2006 - 2007 |
| Alma Xóchitl Cardona Benavidez  | 2007 - 2009         | LX          |             |
| Miguel Antonio Osuna Millán     |                     | LXI         | 2009 - 2012 |
| Chris López Alvarado            |                     | LXII        | 2012 - 2015 |
| María Luisa Sánchez Meza        |                     | LXIII       | 2015 - 2018 |
| Javier Castañeda Pomposo        |                     | LXIV        | 2018 - 2019 |
| Erwin Areizaga Uribe            |                     | LXIV        | 2019 - 2021 |
| Héctor Mares Cossío             |                     | LXV         | 2021 - 2024 |
| Gilberto Herrera Solórzano      |                     | LXVI        | 2024 - 2027 |